# Profesionalac
Profesionalac é um filme de drama sérvio de 2003 dirigido e escrito por Dušan Kovačević. Foi selecionado como representante da Sérvia à edição do Oscar 2004, organizada pela Academia de Artes e Ciências Cinematográficas.

## Elenco
- Branislav Lečić - Teodor Teja Kraj
- Bora Todorović - Luka Laban
- Nataša Ninković - Marta
- Dragan Jovanović - amigo de Gipsani Teja
- Josif Tatić - Maki